# Alan Forrest
Alan Forrest (sinh ngày 9 tháng 9 năm 1996) là một cầu thủ bóng đá người Scotland. Hiện tại anh thi đấu cho Ayr United tại Scottish League 1. Anh vượt qua hệ thống học viện của câu lạc bộ và có hơn 180 lần ra sân tính đến hiện tại.
Anh là em trai của tiền vệ chơi tại Celtic và Scotland James Forrest.
Năm 2016 Forrest ra mắt cho the U-21 Scotland trong trận giao hữu với Slovakia.

## Thống kê sự nghiệp
Tính đến trận đấu diễn ra ngày 28 tháng 10 năm 2017 
| Câu lạc bộ          | Mùa giải            | Giải vô địch        | Giải vô địch | Giải vô địch | Cúp FA | Cúp FA | Cúp Liên đoàn | Cúp Liên đoàn | Challenge Cup | Challenge Cup | Play-off | Play-off | Tổng | Tổng |
| Câu lạc bộ          | Mùa giải            | Hạng                | Trận         | Bàn          | Trận   | Bàn    | Trận          | Bàn           | Trận          | Bàn           | Trận     | Bàn      | Trận | Bàn  |
| ------------------- | ------------------- | ------------------- | ------------ | ------------ | ------ | ------ | ------------- | ------------- | ------------- | ------------- | -------- | -------- | ---- | ---- |
| Ayr United          | 2013–14             | League One          | 27           | 8            | 2      | 0      | 1             | 0             | 1             | 1             | 2        | 0        | 33   | 9    |
| Ayr United          | 2014–15             | League One          | 31           | 9            | 2      | 0      | 2             | 0             | 1             | 0             | -        | -        | 36   | 9    |
| Ayr United          | 2015–16             | League One          | 34           | 5            | 1      | 0      | 2             | 0             | 1             | 0             | 1        | 0        | 39   | 5    |
| Ayr United          | 2016–17             | Championship        | 34           | 6            | 6      | 0      | 2             | 2             | 3             | 1             | 0        | 0        | 45   | 9    |
| Ayr United          | 2017–18             | League One          | 29           | 7            | 2      | 1      | 1             | 0             | 2             | 1             | 0        | 0        | 34   | 9    |
| Tổng cộng sự nghiệp | Tổng cộng sự nghiệp | Tổng cộng sự nghiệp | 155          | 35           | 13     | 1      | 8             | 2             | 8             | 3             | 3        | 0        | 187  | 41   |